# Spartacus

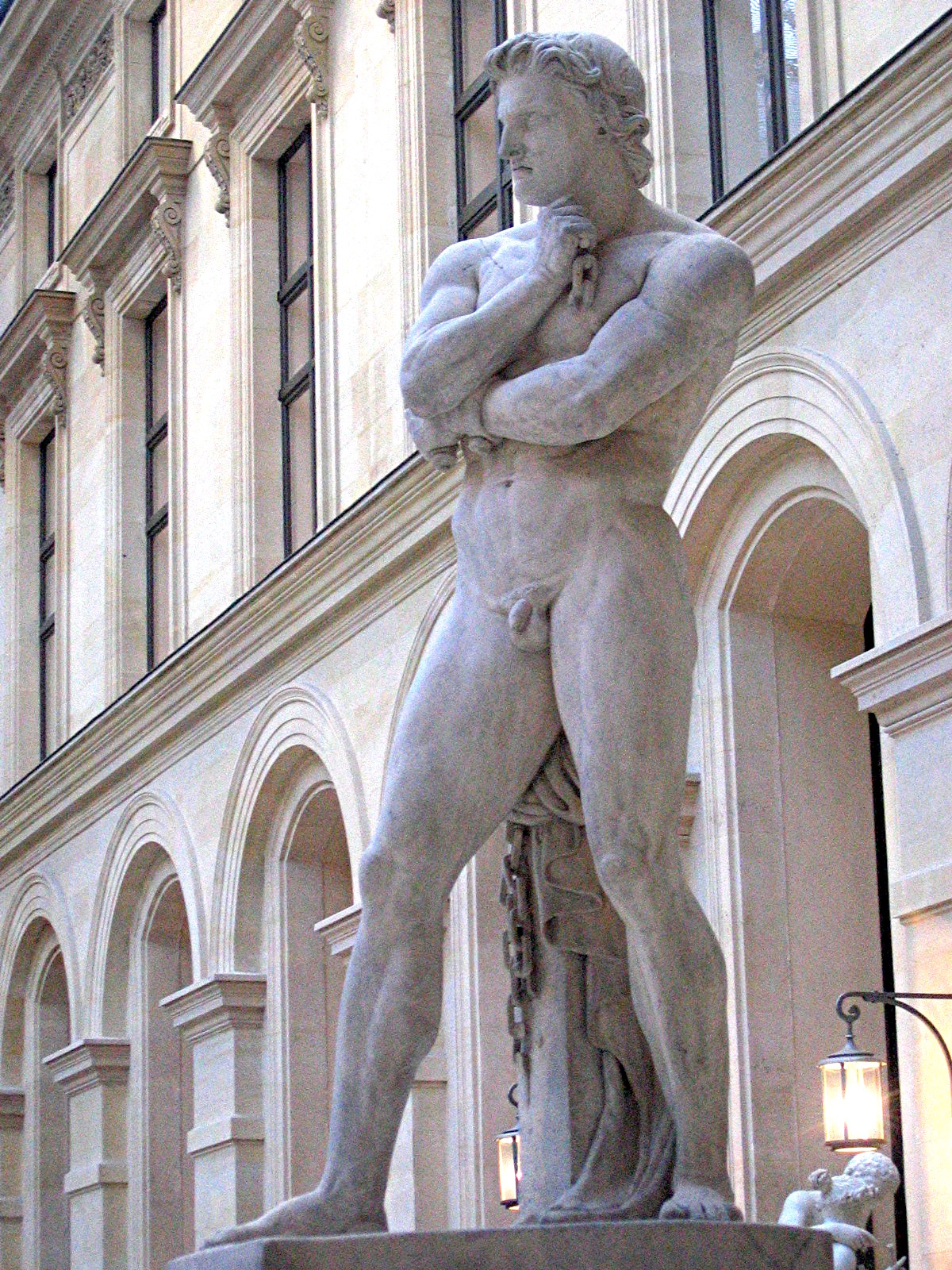
Spartacus by Denis Foyatier, 1830

Spartacus          (tiếng Hy Lạp: Σπάρτακος, Spártakos; tiếng Latinh: Spartacus sinh năm 111 tr.CN - 71 trước CN), theo các sử học gia, là một đấu sĩ nô lệ, người đã trở thành một trong các thủ lĩnh của cuộc nổi dậy không thành công của các nô lệ chống lại Cộng hòa La Mã được biết là Chiến tranh nô lệ lần ba. Ông được biết đến nhờ các sự kiện trong cuộc chiến tranh và qua một vài dấu vết lịch sử mong manh và mâu thuẫn. Cuộc đấu tranh của Spartacus, thường được ghi nhận là cuộc đấu tranh của những người bị đàn áp chống lại chế độ chiếm hữu nô lệ để giành tự do, đã mang lại một ý nghĩa mới cho những nhà văn hiện đại từ thế kỷ 19. Nhân vật Spartacus và cuộc nổi dậy của ông, đã trở thành một nguồn cảm hứng cho các nhà văn hiện đại, những người đã dùng ngòi bút biến ông trở thành một anh hùng cổ/hiện đại.

## Nguồn gốc của Spartacus

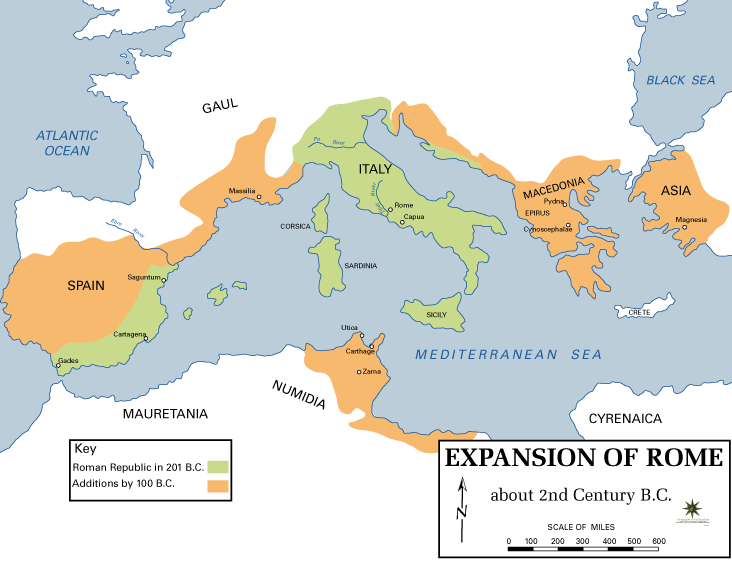
Cộng hòa Roman vào năm 100 TCN

### Lãnh đạo cuộc nổi dậy tới chiến tranh nô lệ lần thứ 3

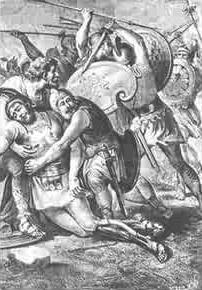
Sự thất bại của Spatacus